# Hino nacional da Mongólia
O hino nacional da Mongólia foi criado em 1950. A música é uma composição de Bilegiin Damdinsüren e Luvsanyamts Muryorj, e a letra foi escrita por Tsendiin Damdinsüren.
Ao longo do século XX, a Mongólia teve vários hinos nacionais. O primeiro foi utilizado entre 1924 e 1950. O segundo entre 1950 e 1962, e o terceiro entre 1961 e 1991. Desde 1991, mais do hino de 1950, que é usado novamente, mas o segundo verso (louvando Lenine, Estaline, Sükhbaatar e Choibalsan) foi removido. Em 6 de Julho de 2006 as letras foram revistas pelo Parlamento para comemorar o Gêngis Cã mongol.